# NEO KINDER RECORDS
NEO KINDER RECORDS（ネオ・キンダー・レコーズ、略: NKR）は、日本のインディーズ・レコードレーベルである。
2014年にGENESIS ONEに所属するクリエイターのための自社レーベルとして設立されたが、2018年に所属クリエイター全員がGENESIS ONEから退所、あるいはUUUMへ移籍したことで、UUUM RECORDS傘下となった。
なお、UUUMに移籍したカイワレハンマー、imiga、JENNI、夕闇に誘いし漆黒の天使達の過去作品は、主要音楽配信サービスで現在も配信されている。

## 所属アーティスト
- カイワレハンマー（2014年 - 2019年）
  - imiga、BEMA
- Amaryllis Bomb（2015年 - 2018年）
  - U-KON、SAGUWA、DJ KOUKI
- quad4s（2016年 - 2018年）
  - imiga、BEMA、U-KON、SAGUWA
- TOSHIMITSU（2016年 - 2017年）
- JENNI（2017年 - 現在）
- GIFTY（2017年 - 2018年）
  - タケヤキ翔、ながたりゅうせい、れんた、リョウスケ
- 夕闇に誘いし漆黒の天使達（2018年 - 2023年）
  - 小柳、ともやん、にっち、千葉
- OMA（2014年 - 時期不明） - 音楽プロデーサー

## SCRAMBLE
『SCRAMBLE』（スクランブル）は、2016年12月17日にNEO KINDER RECORDSから発売された1枚目のコンピレーション・アルバム。

### 収録曲
1. Scramble　imiga/U-KON
2. CHERRY23　へきトラハウス
3. hella　BEMA/SAGUWA
4. Reverse　TOSHIMITSU/財部亮治
5. Bilis define　imiga/mebi/miso
6. ちょんまげって日本独自の文化でかっこいいよね。　SAGUWA/OMA
7. Still full tune　BEMA/U-KON
8. スピニングヒストリー　imiga/ぷす
9. 帰りの会　BEMA/カワグチジン
10. 仲間家　仲間家
11. BONUS TRACK　quad4s

## SCRAMBLE VOL.2
『SCRAMBLE VOL.2』（スクランブル・ボリューム・ツー）は、2018年8月5日にNEO KINDER RECORDSから発売された2枚目のコンピレーション・アルバム。

### 収録曲
1. HERO　quad4s[31]
2. Trigger　imiga/SGW/兄貴&tats(from テラスパンパンス)[32]
3. ouchinikaerou　財部亮治/U-KON/渋谷ジャパン(from おるたなChannel)[33]
4. 雀KENポン　財部亮治/JENNI/としみつ(from 東海オンエア)[34]
5. 洗脳　Amaryllis Bomb/そらちぃ(from アバンティーズ)[35][36]
6. drop out　U-KON/oozash[37]
7. HIGASHITOUMI　BEMA/としみつ(from 東海オンエア)[38]
8. お耳で簡単闇鍋レシピ　imiga/小柳(from 夕闇に誘いし漆黒の天使達)/JENNI[39]
9. World Wild　SGW/小柳(from 夕闇に誘いし漆黒の天使達)/Guitar by みの(from カリスマブラザーズ)[40]
10. SHOW CASE　BEMA/タケヤキ翔(from GIFTY)[41]
11. pump me up　LITTLE(from KICK THE CAN CREW)/BEMA/OMA[42]